# Orden del Espíritu Santo (religiosa)
La Orden del Espíritu Santo u Hospitalarios del Espíritu Santo es una orden religiosa, fundada por el Beato Guido de Montpellier, y presente hoy en varios países de Europa y África, con el doble carisma de contemplación y de atención a los necesitados.

## Historia

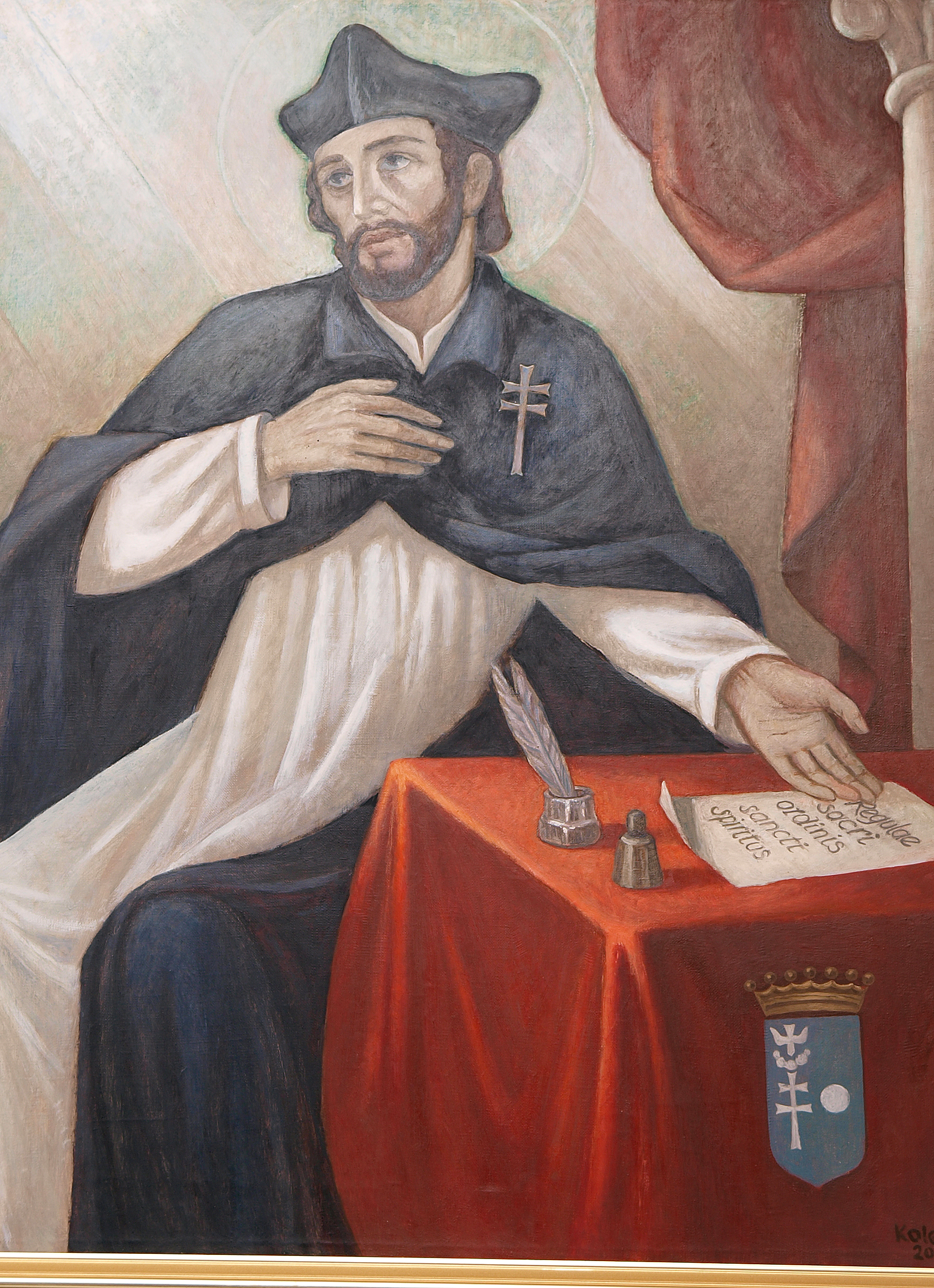
Guido de Montpellier, fundador de la orden.

A fines del siglo XII, un hijo de Guillermo VII, conde de Montpellier, llamado Guido, junto a varias personas caritativas que se dedicaban al acogimiento y cuidado de ancianos, enfermos y niños abandonados, fundaron un establecimiento regido por laicos a los que dio un hábito especial y una regla inspirada en la sentencia de Jesucristo: «Lo que hiciéreis con uno de estos pequeñuelos, conmigo lo hacéis.»
El fundador acudió en 1198 al papa Inocencio III solicitando la aprobación de su obra. El Papa acogió la petición con tal entusiasmo, que no sólo confirmó el benéfico instituto sino que significó su deseo de que se creara en la misma Roma una casa-asilo u hospital como el de Montpellier. Guido correspondió a la solicitud del Papa fundando, según sus indicaciones, el que llevó el título de Hospital de Santa María de Sajonia, y que, al multiplicarse en Italia las casas de caridad, fue el centro director de todas ellas. El de Montpellier, sin embargo, conservó el privilegio de casa-matriz, y cabeza del instituto que se denominó Orden del Espíritu Santo.
Los pontífices que siguieron a Inocencio III le otorgaron gracias y privilegios y, por su parte, los reyes de Francia la protegieron con liberalidad, contribuyendo eficazmente al gran desarrollo que adquirió en dicho reino. Los hospitalarios del Espíritu Santo usaban hábito negro con una cruz blanca doble sobre el pecho en el lado izquierdo; y además de los votos de pobreza, obediencia y castidad, hacían el de asistir a los menesterosos en los siguientes términos:

Me ofrezco y entrego a Dios, al Espíritu Santo, a la Virgen María, y a mis señores los pobres para servirlos por el tiempo que me durare la vida...

Simultáneamente, con los hospitales dirigidos por religiosos se propagaron los de religiosas que tenían la misma regla y hábito y hacían los mismos votos, llegando a ser numerosos en el Franco Condado, Lorena y Provenza. Tras administrar por toda Europa los denominados hospitales del Espíritu Santo para pobres durante siglos, unos y otras se extinguieron a poco de morir su último General o Comendador, el cardenal Polignac, debido a que los caballeros laicos afiliados a la Orden tendían a desviar los activos del grupo a sus manos y a que desde el siglo XVII tendía a fusionarse con la profesión médica.